# モバイル放送
モバイル放送株式会社（モバイルほうそう）は、移動体向け衛星放送サービス（2.6GHz帯衛星デジタル音声放送）を行っていた日本の放送事業者。2004年10月20日から移動体向け衛星放送「モバイル放送」（モバHO!）を開始、2008年3月24日から高度利用者向け緊急地震速報を利用できる「Sバンド防災放送サービス」を開始。しかし、2009年3月31日15時（JST）にモバイル放送全てのサービスを終了した。

## 概要
1998年5月29日、東芝、トヨタ自動車、富士通、NTTデータ・日本テレビ、エフエム東京、ケンウッド、デンソー、アルパイン、凸版印刷の9社により設立。筆頭株主は40.5%の東芝で、次いで31%のトヨタ、15%の富士通と続いた。
その後も出資者を募り、放送開始時には、さらにシャープ、松下電器産業（現・パナソニック）、NTTデータ、USENなどが加わり、最終的に88社の出資となった。
韓国のSKテレコムと共同保有となる静止放送衛星MBSatを2004年3月13日にケープカナベラル空軍基地からアトラス3ロケットにより打ち上げた。MBSatは運輸多目的衛星MTSATなどと同じスペースシステムズ/ロラール社製の大型衛星で、Sバンド送信用としてノースロップ・グラマン社製の開口径12mの反射鏡を用いたアンテナを装備する。他に、ギャップフィラー受信機へのダウンリンク（衛星→地上向けの回線）送信アンテナとして2.4m径のアンテナも持つ。
本放送は2004年7月開始予定だったが、試験放送中の6月18日、受信感度向上などを理由に延期。
2004年10月20日、移動体向け衛星放送・モバHO!のサービスが開始され、2007年3月31日、東芝の連結子会社となった。
受信端末の普及が進まなかったことと、競合する携帯端末向け地上波放送のワンセグの急速な普及などにより、モバHO!の契約者数は伸び悩み、売上高6億円に対し営業損失は112億円となった。
2008年7月25日、NHKがサービス終了を報じたところ、同月29日、モバイル放送はモバイル放送事業を2009年3月末で終了すると発表した。
サービス開始当初、加入者は最低でも150万人、200万人を目標としていたが、2008年7月現在で10万人程度にとどまっており、事業継続が困難となったためである。東芝は事業終了で250億程度の費用が発生すると見込んだ。
なお、衛星のMBSatは、韓国の衛星デジタルマルチメディア放送 衛星DMB(S-DMB)でも使用していたが、こちらも2012年8月で終了した。